# Mads BB Krog
Mads Bjørk Bune Krog, também conhecido como Mads BB Krog ou apenas Mads Krog (Copenhague, 9 de junho de 1976), é um produtor musical, compositor e empresário dinamarquês. Começou a sua carreira em 1997 quando era membro do grupo músical Crispy, e depois do término da banda nos anos 2000, ele então seguiu em um projeto solo e lançou o O P-CONTROL, onde lançou a canção "The Clown Song". Mads BB Krog também compôs músicas sob seu pseudônimo nos grupos em que estava, são eles: Crispy (Bubblegum dance e  Eurodance) (1998-2000),XPY (Dance music) (2000-2002),Aloé (House music) (2004-2006),Cato blue  (EDM) (2006-2008).

## Plateaux Techniques (álbum)
Em 29 de maio de 2007, Mads BB Krog  lança seu primeiro álbum solo, Plateaux Techniques. No álbum, um grande número de artistas dinamarqueses que incluiu o trompetista Palle Mikkelborg, o baixista Chris Minh Doky, o pianista Peter Rosendal e o rapper Wafande.Em uma reportagem da Politiken , Kim Skottedá ao álbum 5 hearts e descreve Plateaux Techniques como "... música que luta para escapar de qualquer designação de gênero conhecida - e é bem sucedida! Technoklubjazz é talvez o mais próximo de?". 

## Composições de canção
Em 2007, a música "Fui la Niña"  foi composta pelo Mads em conjunto com Armando Ávila, Mika Black e Minchkin Boyzo, foi lançada pela banda mexicana RBD, em seu quinto álbum de estúdio, Empezar Desde Cero. O álbum vendeu quatro vezes mais no México, sendo recebendo certificado de platina no mesmo país e ficou em 1º lugar na parada de álbuns do Top Latin Albums da Billboard dos Estados Unidos.  A mesma música também virou a música-de-abertura da turnê mundial Empezar Desde Cero World Tour, a terceira turnê mundial do grupo musical mexicano RBD.
Em 2011, Mads escreveu com a Engelina e com o número de Mother Hampenberg o single  "I Want You (Para Me Quer Voltar)", que foi cantado por Stine Bramsen da Alphabeat e publicado por Morten Hampenberg e Alexander Brown.sob o título: Morten Hampenberg e Alexander Brown - Eu quero você (feat. Stine Bramsen). O single alcançou o status de platina na Dinamarca tanto em download quanto em streaming. Em 2012, Mads BB Krog, juntamente com Morten Hampenberg e Engelina , ajudaram a fazer a música Take Our Hearts, para a banda dinamarquêsa Melody Grand Prix, e número foi executado pelo cantor Jesper Nohrstedt e tornou-se o número 2 Posteriormente, o single Take Our Heart obteve um disco de ouro. Em 2012, Mads BB Krog, junto com Morten Hampenberg e Jesper Nohrstedt, compuseram a música Glorious, sob o título: Morten Hampenberg - Glorious (feat. Jesper Nohrstedt) e em fevereiro de 2013 um single recebeu um recorde de ouro para mais de 900.000 cópias.